# Lorenzo Piani
Lorenzo Piattoni Piani (Giulianova (Teramo), Italia; 27 de septiembre de 1955-14 de agosto de 2016) fue un cantante y compositor italiano. 

## Biografía

### Los años setenta / ochenta
Lorenzo Piani comenzó su carrera a los 17 años, (cuando aún no había terminado sus estudios de piano en el Conservatorio G. Rossini en Pesaro), tocando con su banda en la
frente del rey Hussein de Jordania, donde permaneció durante 3 meses de conciertos.
Regresó a Italia y después de graduarse en el Conservatorio, trabajó para Alfredo Rossi (ARISTON MUSIC, una de Matia Bazar, Mannoia etc ..) al mismo tiempo, desarrolla su
actividad de piano y voz en vivo en Roma en la Open Gate Club. Su estancia en Roma se prolongó y esto le permite trabajar en la televisión. Funciona en Rai Due en los programas de la tarde, como animador
musical con Fabrizio Frizzi y Rita Dalla Chiesa, bajo la supervisión de un querido amigo Ezio Zefferi, entonces director de la RAI.
Obras y escribe música para el DEPORTE TG2, con el director de la época, Beppe Berti.
En 1983 lanzó su primer single con EMI italiana "Dolce Annie", un proyecto de Roberto Magrini, AR EMI Italia.

### La década de los noventa
En 1990 lanzó el álbum record "Sognatori erranti" con la etiqueta de Nar /Dischi Ricordi. Empezar con la promoción de radio: 400 emisoras privadas, RDS, Radio Rai Uno y Rai TV y videos de las canciones "Blu Notte" e " Sguardi" están programadas para Videomusic (MTV Italia de la época ) y Telemontecarlo. Durante siete años, Lorenzo Piani movió en los países escandinavos (Dinamarca, Noruega, Suecia...), donde se presenta con su banda en los principales clubes, de este período también se produce un sencillo en el danés titulado Hvor Sod Du Var, cuyo texto ha sido traducido al danés por la hermana del jugador danés de fútbol de Jes Hogh, Jytte Hogh.
En 1995 public RTI Music el CD single "Il Treno" (era un éxito del verano de 1995). En 1998 públicas RTI Music álbum Vivo-feelings (Vivo feelings es un
estilo funky reelaboración, con el texto escrito en italiano de Lorenzo Piani, de la canción
Feelings de Morris Albert).

### Años 2000
En 2001 Vivo feelings disco se reproduce con una nueva imagen a partir de Sony Music conseguir algún éxito en las ventas. En este álbum Lorenzo hace un homenaje especial a su amigo fallecido IVAN Graziani con su propia versión de Lugano Addio. Se hacen los videos de las canciones en vivo feelings, Volo y Viola.
En 2008 hace una importante colaboración con Brian Auger que toca el órgano Hammond para el álbum Sorpresi dal vento publicado por SNDMUSIC / Kiver.
En 2011 lanzó su quinto álbum titulado La Filosofía de la CAM. La Filosofía del CAM y Ragazza Svedese se transmite en más de 1.000 estaciones de radio nacionales, tales como Rai Radio 1, Isoradio, Web Rai Radio 8, emisoras regionales, locales y web. El sencillo La Filosofía del CAM está presente en el ranking Indie Music durante varias semanas. En 2012 participa como invitado en "I soliti Ignoti" de RAI 1 liderado por Fabrizio Frizzi. La filosofía del CAM se produce en vídeo y se presenta en Unomattina RAI 1, mientras que el video Ragazza Svedese se presenta a TG1 y Vitabella RAI 1.
En junio de 2013 se publicó el sexto álbum de Lorenzo Piani titulado 10Ten. Para el español, el portugués y latín, Maria Villalon, un artista de gran talento, un dúo con Lorenzo Piani en la canción MUDAR. Para los mercados de habla inglesa Nirah, una joven intérprete de duetos internacionales con Lorenzo Piani en la canción THE SOUL. Para el mercado de habla alemana es la colaboración con Stephanie (Sängerin), un niño prodigio y hoy artista establecido, austríaco, que canta con Lorenzo "Grande Amore", cantada en italiano. En julio de 2013 lanzó el nuevo disco de la cantante / compositor Lorenzo Piani, titled10 diez. 10 es lo que Lorenzo Piani define el número perfecto a quien le dedica la canción que cierra todo el proyecto. Lorenzo Piani es un artista fuera de la caja del negocio de la música y de su carrera, siempre ha preferido al éxito, la libertad de hacer su música, el cantante y compositor es muy respetado en el extranjero, que asiste regularmente a sus actuaciones en directo y es sólo a partir de su apertura a nuevas experiencias que desarrolló la idea del proyecto 10 . El viaje con la música lo llevó a conocer y discutir con otros artistas de Europa y así nace la idea de 10, una colaboración
con mujeres artistas de distintos países europeos, que a dúo con él en 3 pistas en diferentes idiomas. El significado de 10 es la visión de la vida según Piani, un análisis de los sentimientos más íntimos de los hombres y mujeres, una propuesta que muestra una forma de superar este momento crítico de la vida social y económica, donde el ser humano encuentra recursos insospechados en su creatividad, en ser capaz de leer las cosas y eventos con un "ganador positivo", también hay algunos momentos dedicados a su pasión por la música jazz. Para el mercado de habla Inglesa, Nirah, joven intérprete, hace dúo con Lorenzo en la canción del alma. Canción pegadiza que suena etno - electrónica. Para los mercados español, portugués y latín, hace dúo con María Villalón, una artista de gran talento, en la canción "Mudar". Para los mercados de Austria y Alemania, Stephanie ,un niño prodigio de la canción melódica alemán, dúo con Lorenzo Piani en GRANDE AMOR . Stephanie quería cantar la canción GRANDE AMORE con Lorenzo Piani , en italiano; para un cantante austríaco, una importante labor artística .
27 de marzo de 2015 fue lanzado el álbum instrumental "SHADES OF MUSIC", una selección de temas instrumentales, que define los diferentes matices de la música.
20 de noviembre de 2015 fue lanzado el sencillo "SENZA Un Sorriso". Este lanzamiento es una pista de un nuevo proyecto de arte, concebido por Lorenzo Piani, POP CLASSIC. Es un proyecto de cruce, una contaminación musical que se origina a partir de una matriz de pop y contrapunto clásico desarrolla. Socio de este proyecto es una estrella del mundo de la ópera, la soprano de Sicilia Desirée Rancatore. La soprano Desirée Rancatore 's voz entretejida con la masa de voz suave y persuasiva de Lorenzo Piani, el tema cobra vida a través de armonías típicas de la música clásica. Los textos se estructuran con un libro escrito especialmente, así como en la tradición de la ópera italiana.

## Discografía

### 45rpm
- 1983 "45 giri Dolce Annie e Andrea un amico" EMI Italiana

### 33 rpm
- 1990 "33 giri e MC Sognatori Erranti" Nar/Dischi Ricordi

### Cd Singles
- 1992 "Cd Singolo Hvor sod du var" SNDMUSIC
- 1995 "CdSingolo Il Treno" RTI Music
- 2015 „CdSingolo Senza Un Sorriso„ SNDMUSIC

### Cd Album
- 1998 "CDAlbum VivoFeelings" RTI Music
- 2001 "CDAlbum New version VivoFeelings" Sony Music
- 2008 "CDAlbum Sorpresi dal Vento" SNDMUSIC
- 2011 "CDAlbum La Filosofía del CAM" SNDMUSIC
- 2013 "CDAlbum 10 Ten" SNDMUSIC
- 2015 "CDAlbum Shades of Music" SNDMUSIC
- 2016 "SensationS" (SNDMUSIC)

### DVD Album
- 2006 "DVD Album Un Salto E Volo Lungometraggio musicale" SNDMUSIC/EXA Media

### Compilaciones
- 2011 "Italian Voices 1" SNDMUSIC/Audiosparx
- 2011 "Italian Voices 2" SNDMUSIC/Audiosparx
- 2011 "Italian Voices 3" SNDMUSIC/Audiosparx
- 2011 "Italian Voices 4" SNDMUSIC/Audiosparx
- 2011 "Sunny Pop Music vol.1" SNDMUSIC/Audiosparx
- 2011 "Sunny Pop Music vol.3" SNDMUSIC/Audiosparx
- 2011 "Summefeeling Popmusic vol.1" SNDMUSIC/Audiosparx
- 2011 "Summefeeling Popmusic vol.3" SNDMUSIC/Audiosparx
- 2011 "Pop International – Italo Vol 1" SNDMUSIC/Audiosparx
- 2011 "Summer in the City – Popmusic Vol.1" SNDMUSIC/Audiosparx
- 2011 "Summer in the City – Popmusic Vol.4" SNDMUSIC/Audiosparx
- 2011 "Latin Pop Vocal 1" SNDMUSIC/Audiosparx
- 2011 "Latin Pop Vocal 3" SNDMUSIC/Audiosparx
- 2011 "Summer Dreams 2" SNDMUSIC/Audiosparx
- 2011 "Summer Dreams 3" SNDMUSIC/Audiosparx
- 2011 "Fantasy Music 3" SNDMUSIC/Audiosparx
- 2011 "Easy Listening Male Voices 1" SNDMUSIC/Audiosparx
- 2011 "Family Music 3 2011" SNDMUSIC/Audiosparx
- 2011 "European Rock and Pop 2" SNDMUSIC/Audiosparx
- 2011 "Fantasy Music 4" SNDMUSIC/Audiosparx
- 2012 "Summer Evening 2" SNDMUSIC/Audiosparx
- 2012 "Inspired by Shakira 2011" SNDMUSIC/Audiosparx
- 2014 "My Ballad"  Wantreez Music
- 2014 "Pop Band Music" Wantreez Music
- 2015 "Vintage Plug 60: Session 66 - Pop, Rock, vol.5" SNDMUSIC
- 2015 "Inspire by Shakira - The Best in Latin Pop" SNDMUSIC
- 2016 "Summer & Pop Dance Ver.2" Wantreez Music
- 2016 "Midnight Blue" Wantreez Music
- 2017 "Gloomy European Song" Wantreez Music
- 2017 "Chill Tourist Set" Wantreez Music
- 2017 "Watching Stars Playlist" Wantreez Music
- 2017 "New Work out Plan" Wantreez Music
- 2017 "Afternoon Break" Wantreez Music
- 2017 "Latin & Samba Club" Wantreez Music
- 2017 "Good Music for You Vol.1" Wantreez Music
- 2017 "Great Pop Music Vol.1" Wantreez Music
- 2017 "Great Pop Music Vol.3" Wantreez Music
- 2017 "No Genre Just Music Vol.1" Wantreez Music
- 2017 "Boys n Girls Pop Vol.1" Wantreez Music
- 2017 "Boys n Girls Pop Vol.2" Wantreez Music
- 2017 "Late Night Pop" Wantreez Music
- 2017 "Sadness & Pop Ballad" Wantreez Music
- 2017 "Lovely Valentine's Day Pop" Wantreez Music
- 2017 "Tus Mejores Días"